# レオン・リッピー
レオン・リッピー（Leon Rippy, 1949年10月30日 - ）は、アメリカ合衆国出身の俳優である。

## 出演作品

### テレビ
- アンダー・ザ・ドーム（オリー）
- ALCATRAZ/アルカトラズ
- レバレッジ 〜詐欺師たちの流儀（ジャック・ラティマー）
- 女捜査官グレイス 〜 天使の保護観察中（アール）
- デッドウッド 〜銃とSEXとワイルドタウン
- シックス・フィート・アンダー
- 炎のテキサス・レンジャー
- タイムマシーンにお願い

### 映画
- ローン・レンジャー（コリンズ）
- ギャングスターズ　明日へのタッチダウン（ポール・ハイガ）
- アラモ（ウィリアム・ワード）
- ライフ・オブ・デビッド・ゲイル
- スパイダー パニック!（ウェイド）
- パトリオット
- アライバル/侵略者
- スターゲイト
- キング・オブ・ハーレー
- ユニバーサル・ソルジャー
- カフス!（ケイン）
- MOON44
- キャノンズ
- ボーン・トゥ・レース／青春の賭け
- デッド・オア・アライブ
- ジェイル・ヒート／脱獄番外地
- 警察署長